# Josep Calmette
Josep Calmette (Perpinyà, 1 de setembre del 1873 - Tolosa, 1952) fou un historiador català sobre la Catalunya del Nord. Estudià a l'École des Chartes del 1896 al 1900. Del 1900 al 1902 fou membre de l'École Française de Roma i es doctorà en lletres. S'especialitzà en història medieval (períodes carolingi i del segle xv) i ensenyà a les universitats de Montpeller, Dijon i Tolosa. També fou president de la Société Archéologique du Midi de la France del 1937 al 1952 i publicà nombrosos treballs a les revistes Revue Catalane i Annales du Midi.
Tot i la seva adscripció a la cultura i a la història franceses, aviat s'interessà per la història catalana. El 1903 unes notes sobre bibliografia catalana, aportà precisions sobre els historiadors rossellonesos i estudià els orígens de la casa comtal de Barcelona de Guifré el Pelós i dels primers comtes carolingis de Girona i d'Urgell. Amb Pere Vidal i Joan Amade fou un dels fundadors de la Societat d'Estudis Catalans el 1906. Per encàrrec de l'Institut d'Estudis Catalans, del qual en formaria part des del 1945, el 1921 pronuncià a Barcelona sis conferències sota el títol El feudalisme i els orígens de la nacionalitat catalana, les quals foren resumides per Ferran Valls i Taberner.

## Obres
- Études sur les relations de Louis XI avec Jean II d'Aragon et le principat de Catalogne (1461- 1473) (1900)
- La diplomatie carolingienne du traité de Verdun à la mort de Charles le Chauve (1901)
- Louis XI, Jean II et la Révolution catalane (1903)
- Bibliographie roussillonnaise (1906) amb Pere Vidal
- Histoire du Roussillon (1923) amb Pere Vidal
- Les grands Ducs de Bourgogne (1949)